# 15 marca
15 marca jest 74. (w latach przestępnych 75.) dniem w kalendarzu gregoriańskim. Do końca roku pozostaje 291 dni.

## Święta
- Imieniny obchodzą: Gościmir, Heloiza, Klemens, Krzysztof, Leokrycja, Longin, Longina, Ludwika, Luiza, Matrona, Nikander, Nikandra, Placyd, Probus, Zachariasz i Zachary.
- Białoruś – Święto Konstytucji
- Liberia – Urodziny J.J. Robertsa
- Międzynarodowe – Światowy Dzień Konsumenta, Dzień Piekarzy i Cukierników
- Węgry – Rocznica Wiosny Ludów
- Wspomnienia i święta w Kościele katolickim obchodzą[1][2]:
  - św. Artemide Zatti (salezjanin)
  - św. Klemens Maria Hofbauer
  - św. Ludwika de Marillac
  - św. Matrona z Barcelony

## Wydarzenia w Polsce
- 1000 – Zakończył się zjazd gnieźnieński – spotkanie Bolesława Chrobrego z cesarzem Ottonem III.
- 1412 – Król Polski Władysław II Jagiełło i król Węgier i Niemiec Zygmunt Luksemburski zawarli pokój w Lubowli.
- 1570 – Biskup kujawski Stanisław Karnkowski ogłosił tzw. Statuty Karnkowskiego (lub Konstytucje Gdańskie), potwierdzone przez Sejm 20 czerwca 1570, precyzujące zwierzchnie prawa polskiego króla i Rzeczypospolitej w Gdańsku oraz na morzu.
- 1595 – W założonym przez siebie Zamościu kanclerz Jan Zamoyski otworzył Akademię Zamojską.
- 1656 – Potop szwedzki: dywizja Stefana Czarnieckiego rozgromiła Szwedów w bitwie pod Jarosławiem.
- 1760 – Wojna siedmioletnia: wojska austriackie zajęły Racibórz.
- 1765 – Król Stanisław August Poniatowski założył Szkołę Rycerską w Warszawie.
- 1776 – Ukazała się powieść Ignacego Krasickiego Mikołaja Doświadczyńskiego przypadki.
- 1816 – W Teatrze Narodowym w Warszawie odbyła się prapremiera komedii historycznej Barbara Zapolska Ludwika Adama Dmuszewskiego.
- 1921 – Założono KS Raków Częstochowa (pod nazwą Racovia).
- 1923 – Polska granica wschodnia została uznana przez Radę Ambasadorów Ententy.
- 1930 – Premier RP Kazimierz Bartel podał swój rząd do dymisji.
- 1931 – Z połączenia Stronnictwa Chłopskiego, PSL „Piast” i PSL „Wyzwolenie” powstało Stronnictwo Ludowe.
- 1936 – Uruchomiono kolej linową na Kasprowy Wierch.
- 1941 – Ukazało się pierwsze wydanie miesięcznika „Rzeczpospolita Polska”, będącego oficjalnym organem prasowym Delegatury Rządu na Kraj.
- 1942 – W trakcie pacyfikacji wsi Księżomierz na Lubelszczyźnie Niemcy zamordowali kilkanaście osób i spalili zabudowania.
- 1943 – W Siedliskach pod Miechowem Niemcy zamordowali pięcioosobową rodzinę Baranków oraz czterech ukrywanych przez nią Żydów.
- 1944 – Rada Jedności Narodowej uchwaliła deklarację programową.
- 1945:
  - Armia Czerwona rozpoczęła operację górnośląską.
  - Odbyła się uroczysta inauguracja roku akademickiego na Uniwersytecie Jagiellońskim.
- 1960 – Utworzono Woliński Park Narodowy.
- 1961 – 12 górników zginęło w wyniku pożaru w KWK „Makoszowy” w Zabrzu.
- 1965 – Otwarto Szpital Wojewódzki w Zgierzu.
- 1968 – Marzec 1968: w Gdańsku odbyła się największa w kraju manifestacja, w której udział wzięło 20 tys. studentów, robotników i innych mieszkańców miasta.
- 1975 – Minister komunikacji wydał zarządzenie wprowadzające nowy wzór tablic rejestracyjnych.
- 1984 – Międzyzdroje (od 1972 dzielnica Świnoujścia) i Sławków (od 1977 dzielnica Dąbrowy Górniczej) odzyskały prawa miejskie.
- 1987 – Weszła do służby korweta ORP „Kaszub”.
- 1989:
  - Weszło w życie nowe prawo dewizowe, które zalegalizowało prywatny obrót walutami.
  - Założono Stowarzyszenie Łemków.
- 1990: W Warszawie powstał Światowy Związek Żołnierzy Armii Krajowej
- 1991 – Na podstawie decyzji wałbrzyskiej rady gminy powstała, jako trzecia w Polsce (po Poznaniu i Warszawie), Straż Miejska miasta Wałbrzycha.
- 2000 – Weszła do służby podarowana przez rząd amerykański fregata rakietowa ORP Generał Kazimierz Pułaski.
- 2002 – Sejm RP przyjął ustawę o ustroju miasta stołecznego Warszawy.
- 2003 – Rozpoczął się IV zjazd gnieźnieński.
- 2007 – Podczas targów biżuterii w Gdańsku skradziono diamenty warte 1,5 mln dolarów.
- 2013 – Premiera filmu animowanego 3D Warszawa 1935.

## Wydarzenia na świecie

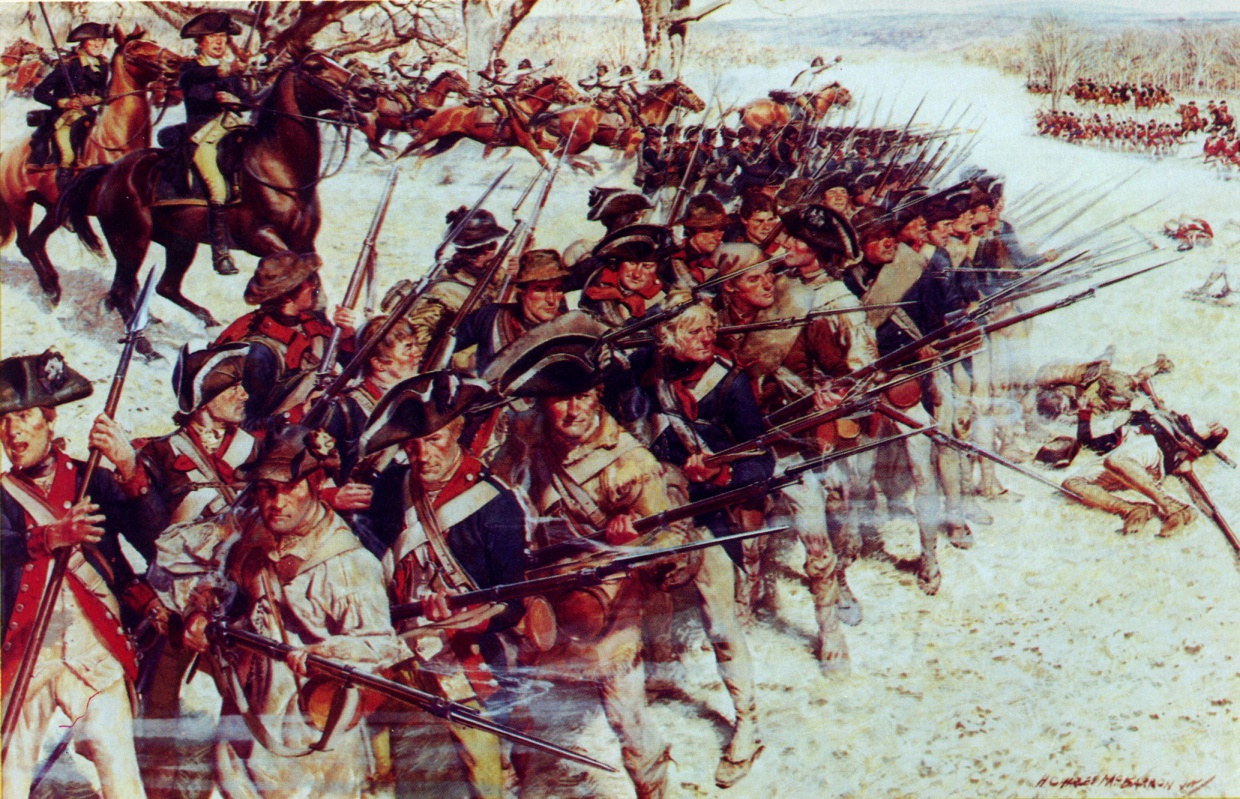
Bitwa pod Guilford Court House (1781)

- 44 p.n.e. – Juliusz Cezar, w dniu id marcowych, został zamordowany przez senatorów pod przywództwem Marka Brutusa i Gajusza Kasjusza.
- 40 p.n.e. – Wojna peruzyńska: w zdobytej przez wojska Oktawiana Perugii ponad 300 senatorów i członków możnych rodów skazano na śmierć i złożono w ofierze na ołtarzu Juliusza Cezara.
- 493 – Król Ostrogotów Teodoryk Wielki zamordował Odoakera i tym samym zakończył podbój Italii.
- 933 – Król Niemiec Henryk I Ptasznik pokonał Węgrów w bitwie nad Unstrutą.
- 1077 – Opozycja wobec Henryka IV Salickiego wybrała na króla Niemiec księcia szwabskiego Rudolfa.
- 1079 – Sułtan seludżycki Malikszah I wprowadził kalendarz irański.
- 1311 – Zbuntowani najemnicy z Kompanii Katalońskiej rozgromili w bitwie nad rzeką Kefissos w Beocji wojska księcia Aten Waltera V z Brienny.
- 1400 – Zofia Bawarska, druga żona Wacława IV Luksemburskiego, została koronowana na królową Czech.
- 1493 – Krzysztof Kolumb wpłynął do portu Palos, kończąc pierwszą wyprawę do Nowego Świata.
- 1537 – Założono miasto Ocotlán w Meksyku.
- 1557 – Michele Ghislieri (przyszły papież Pius V) został mianowany kardynałem.
- 1607 – W katedrze w Uppsali zostali koronowani na króla i królową Szwecji Karol IX Waza i Krystyna Holsztyńska.
- 1680 – Przewieziony do dotkniętej zarazą Pragi na prośbę cesarza Leopolda I Habsburga obraz Matki Boskiej Piekarskiej został przeniesiony w uroczystej procesji ulicami miasta, po czym zaraza wygasła.
- 1781 – Wojna o niepodległość Stanów Zjednoczonych: nierozstrzygnięta bitwa pod Guilford Court House.
- 1799 – Wyprawa Napoleona do Egiptu: zwycięstwo wojsk francuskich nad tureckimi w bitwie pod Nablusem.
- 1804 – Z rozkazu Napoleona Bonapartego został porwany z terenu neutralnej Badenii i po krótkim procesie rozstrzelany książę Enghien Ludwik de Burbon-Condé, ogłoszony przez część rojalistów następcą francuskiego tronu jako Ludwik XVII.
- 1812 – W Teatro Comunale w Ferrarze odbyła się premiera opery Cyrus w Babilonii z muzyką Gioacchino Rossiniego i librettem Francesco Aventiego, opartym na biblijnej księdze Daniela.
- 1820 – Maine jako 23. stan dołączył do Unii.
- 1827 – Założono Uniwersytet w Toronto.
- 1835 – Józef Bem założył Towarzystwo Politechniczne Polskie w Paryżu.
- 1848 – Wiosna Ludów: w Peszcie wybuchło powstanie węgierskie.
- 1849 – W Paryżu ukazało się pierwsze wydanie „Trybuny Ludów” – dziennika politycznego wydawanego w języku francuskim przez Adama Mickiewicza.
- 1858 – W Monako ustanowiono Order Świętego Karola.
- 1863 – Niemiecki astronom Robert Luther odkrył planetoidę (78) Diana.
- 1874 – Cesarz Annamu podpisał w Sajgonie traktat z Francją na mocy którego Wietnam, utrzymując suwerenność, zobowiązał się uzgadniać politykę zagraniczną z Francją i uznał jej panowanie w Kochinchinie.
- 1882 – Charilaos Trikupis został po raz czwarty premierem Grecji.
- 1888 – Zwodowano amerykański statek pasażerski SS „City of New York”.
- 1889 – W port Apia na Samoa uderzył cyklon tropikalny, który zniszczył lub poważnie uszkodził 6 (w tym 4 bezpowrotnie) z 7 kotwiczących tam okrętów, należących do marynarek wojennych Niemiec, USA i Wielkiej Brytanii oraz co najmniej 6 niewielkich statków. Straty wśród załóg okrętów wyniosły ponad 140 osób, z załóg innych statków zginęło nie mniej niż 200 marynarzy. Nieznane są straty wśród mieszkańców i skala zniszczeń na wyspach.
- 1892:
  - Amerykanin Jesse Reno opatentował schody ruchome.
  - John Houlding założył klub piłkarski Liverpool F.C.
- 1906 – Założono brytyjskie przedsiębiorstwo motoryzacyjne Rolls-Royce.
- 1907:
  - Cuxhaven w Dolnej Saksonii uzyskało prawa miejskie.
  - Rozpoczęły się pierwsze wybory parlamentarne w Finlandii i na świecie, w których kandydowały kobiety (15–16 marca).
- 1908 – W Szanghaju uruchomiono pierwszą linię tramwajową.
- 1913 – W Montevideo założono klub piłkarski Defensor Sporting.
- 1916 – Rewolucja meksykańska: amerykańska ekspedycja karna pod wodzą gen. Johna Pershinga wkroczyła do Meksyku z rozkazem schwytania przywódcy rewolucjonistów Pancho Villi.
- 1917 – Rewolucja lutowa: w Pskowie abdykował cesarz Mikołaj II; utworzono rząd tymczasowy z księciem Gieorgijem Lwowem na czele.
- 1918:
  - I wojna światowa: Niemcy stracili okręty podwodne: UB-106(inne języki) (35 zabitych) i SM U-110 (39 zabitych).
  - Wojna domowa w Finlandii: rozpoczęła się bitwa o Tampere.
- 1920:
  - Rafael Erich został premierem Finlandii.
  - Sándor Simonyi-Semadam został premierem Węgier.
- 1921 – W Berlinie został zamordowany przez ormiańskiego zamachowca turecki polityk Mehmet Talaat.
- 1922:
  - Fu’ad I został królem Egiptu.
  - W wyniku zamieszek w rosyjskim mieście Szuja, wywołanych konfiskatą majątku Rosyjskiego Kościoła Prawosławnego zginęły 4 lub 5 osób, a kilkanaście zostało rannych.
- 1926 – Gen. Teodoros Pangalos został prezydentem Grecji.
- 1931 – W wyniku eksplozji dynamitu na norweskim statku „Viking” u wybrzeży Nowej Fundlandii zginęło 27 spośród 147 osób na pokładzie.
- 1932 – W obwodzie mińskim Białoruskiej SRR utworzono Polski Rejon Narodowy im. Feliksa Dzierżyńskiego.
- 1933 – W Poczdamie formalnie proklamowano III Rzeszę w miejsce Republiki Weimarskiej.
- 1935 – Służba wojskowa w armii francuskiej została wydłużona do 24 miesięcy.
- 1937 – Przy Cook County Hospital w Chicago utworzono pierwszy na świecie bank krwi.
- 1938 – Wszedł do służby niemiecki statek pasażerski „Wilhelm Gustloff”.
- 1939:
  - Niemcy zajęli Czechy i Morawy.
  - Węgrzy wkroczyli na Ruś Zakarpacką.
- 1940 – Fiński parlament ratyfikował traktat pokojowy kończący wojnę zimową z ZSRR.
- 1941:
  - Amerykański dziennikarz Richard C. Hottelet został aresztowany w Berlinie przez Gestapo pod zarzutem szpiegostwa.
  - Zwodowano japoński niszczyciel „Maikaze”.
- 1943 – Wojna na Pacyfiku: u wybrzeży Wysp Admiralicji został zatopiony bombami głębinowymi przez japońskie niszczyciele amerykański okręt podwodny USS „Triton” wraz z 74-osobową załogą.
- 1944:
  - Kampania włoska: rozpoczęła się trzecia bitwa o Monte Cassino.
  - Przyjęto nowy hymn ZSRR, który zastąpił Międzynarodówkę.
- 1945:
  - Juan José Arévalo został prezydentem Gwatemali.
  - Odbyła się 17. ceremonia wręczenia Oscarów.
- 1947 – Założono linie lotnicze Air Algerie.
- 1948 – Chińska wojna domowa: zwycięstwem wojsk komunistycznych zakończyła się trzymiesięczna ofensywa zimowa w północno-wschodniej części kraju.
- 1952 – Na torze w Sebring na Florydzie odbył się pierwszy wyścig samochodowy 12 Hours of Sebring.
- 1953 – Założono islandzką Partię na rzecz Zachowania Narodu (isl. Þjóðvarnarflokkurinn).
- 1956 – W Nowym Jorku odbyła się broadwayowska premiera musicalu My Fair Lady na podstawie sztuki George’a Bernarda Shawa Pigmalion, według scenariusza Alana J. Lernera i z muzyką Fredericka Loewe.
- 1961 – RPA wystąpiła z brytyjskiej Wspólnoty Narodów.
- 1962:
  - Bell Canada jako pierwsze przedsiębiorstwo telekomunikacyjne na świecie zaoferowało komercyjne połączenia faksowe.
  - W katastrofie amerykańskiego samolotu Lockheed Constellation nad Morzem Filipińskim zginęło 107 osób.
- 1964 – Założono Białoruski Państwowy Uniwersytet Informatyki i Radioelektroniki w Mińsku.
- 1967:
  - Artur da Costa e Silva został prezydentem Brazylii.
  - Dokonano oblotu amerykańskiego śmigłowca wielozadaniowego Sikorsky MH-53 Pave Low.
- 1969 – Konflikt nad Ussuri: kilkuset żołnierzy chińskich i radzieckich zginęło w drugiej w ciągu 13 dni bitwie granicznej.
- 1972 – Premiera filmu Ojciec chrzestny w reżyserii Francisa Forda Coppoli.
- 1973 – Ustanowiono flagę Arabii Saudyjskiej.
- 1974 – Ernesto Geisel został prezydentem Brazylii.
- 1979 – João Baptista de Oliveira Figueiredo został prezydentem Brazylii.
- 1985:
  - Wystartowała pierwsza komercyjna strona internetowa (symbolics.com).
  - Z powodu ciężkiej choroby prezydenta elekta Tancredo Nevesa wiceprezydent José Sarney został p.o. prezydenta Brazylii.
- 1986 – Na stację orbitalną Mir przybyła jej pierwsza stała załoga.
- 1987 – W słoweńskiej Planicy Piotr Fijas ustanowił niepobity przez kolejne 7 lat rekord świata w długości skoku narciarskiego (194 m).
- 1989 – Malimba Masheke został premierem Zambii.
- 1990:
  - Fernando Collor de Mello został prezydentem Brazylii.
  - Michaił Gorbaczow został zaprzysiężony na pierwszego i jedynego prezydenta ZSRR.
  - W Iraku został stracony brytyjski dziennikarz pochodzenia irańskiego Farzad Bazoft, oskarżony o szpiegostwo na rzecz Izraela.
  - ZSRR i Watykan nawiązały stosunki dyplomatyczne.
- 1991 – USA i Albania nawiązały stosunki dyplomatyczne.
- 1994 – Rada Najwyższa Białorusi uchwaliła nową konstytucję.
- 1996 – Ahmad Tejan Kabbah wygrał wybory prezydenckie w Sierra Leone.
- 1997 – W egipskim mieście Sanabu muzułmańscy bojówkarze zastrzelili 13 osób.
- 1999:
  - Nowelizacja konstytucji ChRL wprowadziła możliwość różnych form własności.
  - W wyniku skandalu korupcyjnego Komisja Europejska pod przewodnictwem Jacques’a Santera podała się do dymisji.
- 2001 – Trzej czeczeńscy porywacze, po starcie samolotu linii Vnukowo Airlines ze 162 pasażerami i 12 członkami załogi w rejs ze Stambułu do Moskwy, przejęli nad nim kontrolę i skierowali do Medyny, gdzie następnego dnia został odbity przez saudyjskie siły bezpieczeństwa.
- 2002:
  - Otwarto metro we francuskim Rennes.
  - Premiera filmu Porozmawiaj z nią w reżyserii Pedra Almodóvara.
- 2003:
  - Gen. François Bozizé dokonał zamachu stanu w Republice Środkowoafrykańskiej, obalając prezydenta Ange-Félixa Patassé i zajmując jego miejsce.
  - Hu Jintao został przewodniczącym ChRL.
- 2005:
  - Ogólnochińskie Zgromadzenie Przedstawicieli Ludowych uchwaliło tzw. prawo „anty-secesyjne”, które w przypadku ogłoszenia niepodległości przez Tajwan umożliwia zbrojną interwencję na wyspie.
  - Otwarto Nowe Muzeum Historyczne w instytucie Jad Waszem w Jerozolimie.
- 2008:
  - 26 osób zginęło, a 296 zostało rannych w eksplozji składu amunicji w Gërdec w Albanii.
  - Chińskie siły bezpieczeństwa stłumiły antyrządowe wystąpienia w Tybecie.
- 2009:
  - Wahadłowiec Discovery wystartował w misję kosmiczną STS-119.
  - W wyborach prezydenckich w Salwadorze zwyciężył Mauricio Funes.
  - W wyniku samobójczego zamachu bombowego w Szibam w Jemenie zginęło 4 koreańskich turystów, a 3 zostało rannych.
- 2011 – W Syrii wybuchło powstanie przeciwko dyktatorskim rządom prezydenta Baszszara al-Asada.
- 2013 – Li Keqiang został premierem ChRL.
- 2016:
  - Htin Kyaw został wybrany przez parlament na urząd prezydenta Birmy.
  - W katastrofie wojskowego samolotu transportowego IAI Arava w dżungli na wschodzie Ekwadoru zginęło 22 żołnierzy.
- 2019 – 51 osób zginęło, a 49 zostało rannych w zamachach na dwa meczety w Christchurch na Nowej Zelandii, przeprowadzonych przez 28-letniego australijskiego prawicowego ekstremistę Brentona Tarranta.
- 2021 – Abd al-Hamid ad-Dubajba został premierem Libii.
- 2022 – Inwazja Rosji na Ukrainę: po tym jak 25 lutego została zawieszona w prawach członka Rady Europy, Rosja rozpoczęła procedurę wystąpienia z organizacji i w tym samym dniu została z niej usunięta.

## Eksploracja kosmosu
- 1975 – Amerykańsko-zachodnioniemiecka sonda Helios 1 przeleciała w odległości niecałych 47 milionów km od Słońca (ok. 0,3 au) z prędkością 252 792 km/h. Było to największe w historii zbliżenie statku kosmicznego do Słońca i największa prędkość osiągnięta przez sondę kosmiczną.

## Urodzili się
- 1444 – Francesco Gonzaga, włoski kardynał (zm. 1483)
- 1455 – Pietro Accolti, włoski kardynał (zm. 1532)
- 1493 – Anne de Montmorency, francuski dowódca wojskowy, urzędnik, dyplomata, marszałek i konetabl Francji (zm. 1567)
- 1513 – Jadwiga Jagiellonka, królewna polska, księżniczka litewska, elektorowa brandenburska (zm. 1573)
- 1518 – Giovanni Maria Cecchi, włoski prozaik, poeta, dramaturg (zm. 1587)
- 1591 – Alexandre de Rhodes, francuski jezuita, misjonarz (zm. 1660)
- 1598 – Redempt od Krzyża, portugalski karmelita, misjonarz, męczennik, błogosławiony (zm. 1638)
- 1611 – Jan Fyt, flamandzki malarz (zm. 1661)
- 1614 – Franciscus Sylvius, niderlandzki lekarz, anatom (zm. 1672)
- 1638 – Shunzhi, cesarz Chin (zm. 1661)
- 1666 – George Bähr, niemiecki architekt (zm. 1738)
- 1670 – Berthold Dietmayr, austriacki benedyktyn (zm. 1739)
- 1673 – Johann Christoph Müller, niemiecki kartograf (zm. 1721)
- 1678 – Dominique-Marie Varlet, francuski duchowny katolicki, misjonarz, biskup tytularny Aszkelonu (zm. 1742)
- 1691 – Jerzy Ignacy Lubomirski, polski ziemianin, chorąży wielki koronny, pisarz polny koronny, książę, generał wojsk polskich i saskich (zm. 1753)
- 1695:
  - Antoni, infant portugalski (zm. 1757)
  - Aleksander Józef Sułkowski, polski i saski polityk, generał, hrabia i książę Świętego Cesarstwa Rzymskiego (zm. 1762)
- 1713 – Nicolas-Louis de Lacaille, francuski astronom (zm. 1762)
- 1720 – Filip I, książę Parmy (zm. 1765)
- 1738 – Cesare Beccaria, włoski prawnik, ekonomista, pisarz polityczny, wykładowca akademicki (zm. 1794)
- 1746:
  - Charles Howard, brytyjski arystokrata, polityk (zm. 1815)
  - Friedrich Heinrich Wiggers, niemiecki botanik, mykolog (zm. 1811)
- 1754:
  - Charles Manners, brytyjski arystokrata, polityk (zm. 1787)
  - Archibald Menzies, szkocki chirurg, botanik (zm. 1842)
  - Silvestro Palma, włoski kompozytor (zm. 1834)
- 1760:
  - Józef Tyan z Bejrutu, maronicki patriarcha Antiochii i całego Wschodu (zm. 1820)
  - Jan z Triory, włoski franciszkanin, misjonarz, męczennik, święty (zm. 1816)
- 1767 – Andrew Jackson, amerykański prawnik, generał, polityk, prezydent USA (zm. 1845)
- 1768 – Maria z Czartoryskich Wirtemberska, polska arystokratka, powieściopisarka, komediopisarka, poetka, filantropka (zm. 1854)
- 1773 – Józef Beder, duchowny rzymskokatolicki (zm. 1855)[3]
- 1777 – Józef Longin Sowiński, polski generał, uczestnik powstania listopadowego (zm. 1831)
- 1779 – William Lamb, brytyjski arystokrata, polityk, premier Wielkiej Brytanii (zm. 1848)
- 1789 – Pawieł Gagarin, rosyjski książę, magnat ziemski, działacz państwowy (zm. 1872)
- 1790:
  - Ludwig Immanuel Magnus, niemiecki matematyk pochodzenia żydowskiego (zm. 1861)
  - Nicola Vaccai, włoski kompozytor, nauczyciel śpiewu (zm. 1848)
- 1800 – Teodor Jachimowicz, polski malarz, dekorator teatralny (zm. 1889)
- 1802 – Antonio Matteucci, włoski kardynał (zm. 1866)
- 1807 – Józef Kossakowski, polski drukarz (zm. 1857)
- 1809:
  - Karl Josef von Hefele, niemiecki duchowny katolicki, biskup Rottenburga (zm. 1893)
  - Walerian Płatonow, rosyjski generał, polityk (zm. 1893)
  - Joseph Jenkins Roberts, liberyjski polityk, prezydent Liberii (zm. 1876)
- 1810:
  - Marceli Lubomirski, polski książę, polityk emigracyjny, wolnomularz (zm. 1865)
  - Stephanus Schoeman, burski generał, polityk (zm. 1890)
- 1813:
  - Józefa Daszkiewicz, polska aktorka, śpiewaczka operowa i operetkowa (zm. 1886)
  - John Snow, brytyjski lekarz (zm. 1858)
- 1816 – Wolfgang Müller von Königswinter, niemiecki prozaik, poeta, polityk, lekarz (zm. 1873)
- 1820:
  - Józef Bohdan Rogoyski, polski chemik, propagator nowoczesnego rolnictwa, przedsiębiorca (zm. 1896)
  - Konstanty Rudzki, polski inżynier, pionier rozwoju polskiego przemysłu, działacz społeczny i gospodarczy (zm. 1899)
- 1821:
  - Josef Loschmidt, austriacki fizyk (zm. 1895)
  - Adam Prażmowski, polski astronom, astrofizyk, encyklopedysta (zm. 1885)
- 1822 – William Henry Edwards, amerykański entomolog (zm. 1909)
- 1825 – Aníbal Pinto, chilijski adwokat, polityk, prezydent Chile (zm. 1884)
- 1830:
  - Paul Heyse, niemiecki pisarz (zm. 1914)
  - Élisée Reclus, francuski geograf, anarchista (zm. 1905)
- 1831 – Daniel Comboni, włoski duchowny katolicki, biskup, misjonarz, święty (zm. 1881)
- 1832 – Franciszek Mycielski, polski hrabia, ziemianin, polityk (zm. 1901)
- 1834:
  - Jakub Cusmano, włoski zakonnik, błogosławiony (zm. 1888)
  - Arthur O’Leary, irlandzki kompozytor, pianista, pedagog (zm. 1919)
- 1835 – Eduard Strauss, austriacki kompozytor (zm. 1916)
- 1838:
  - Karł Dawydow, rosyjski wiolonczelista, kompozytor (zm. 1889)
  - Alice Fletcher, amerykańska etnograf (zm. 1923)
- 1839 – Daniel Ridgway Knight, amerykański malarz (zm. 1924)
- 1841:
  - Mitrofan (Ban), serbski biskup prawosławny (zm. 1920)
  - Piotr Bonilli, włoski duchowny katolicki, błogosławiony (zm. 1935)
- 1843 – Władysław Chotkowski, polski duchowny katolicki, historyk Kościoła, profesor i rektor Uniwersytetu Jagiellońskiego (zm. 1926)
- 1846 – Wiktor Malewski, polski podporucznik, uczestnik powstania styczniowego (zm. 1941)
- 1850 – (lub 1849) Wojnisław Kazimierz Sawicz-Zabłocki, białoruski i polski prozaik, poeta, publicysta (zm. 1893)
- 1851 – Józef Surzyński, polski duchowny katolicki, historyk muzyki, dyrygent, kompozytor (zm. 1919)
- 1854 – Emil Adolf von Behring, niemiecki bakteriolog, laureat Nagrody Nobla (zm. 1917)
- 1857 – Christian Michelsen, norweski handlowiec, polityk, premier Norwegii (zm. 1925)
- 1860 – Waldemar Haffkine, rosyjsko-brytyjski bakteriolog pochodzenia żydowskiego (zm. 1930)
- 1861:
  - Leon Kazimierz Łubieński, polski ziemianin, dyplomata, polityk, senator RP (zm. 1944)
  - Józef Paczkowski, polski historyk, archiwista, wykładowca akademicki (zm. 1933)
- 1864 – Reginald Morrison, australijski lekarz, pedagog, sportowiec (zm. 1941)
- 1868 – Helena Semadeni, polska nauczycielka, działaczka społeczna (zm. 1948)
- 1869:
  - Józef Tápies Sirvant, hiszpański duchowny katolicki, męczennik, błogosławiony (zm. 1936)
  - Stanisław Wojciechowski, polski polityk, prezydent RP (zm. 1953)
- 1871 – Constantin Argetoianu, rumuński prawnik, lekarz, polityk, premier Rumunii (zm. 1955)
- 1872 – Jerzy Wiktor Madeyski, polski prawnik, dyplomata, polityk (zm. 1939)
- 1874:
  - Harold L. Ickes, amerykański polityk (zm. 1952)
  - Wasaburō Ōishi, japoński meteorolog, esperantysta (zm. 1950)
- 1875:
  - Henri Ghéon, francuski prozaik, nowelista, dramaturg (zm. 1944)
  - Georg Graf, niemiecki orientalista, arabista (zm. 1955)
  - Faik Konica, albański pisarz, dziennikarz, działacz narodowy (zm. 1942)
- 1877 – Malcolm Whitman, amerykański tenisista (zm. 1932)
- 1878 – Robert Jacquinot de Besange, francuski jezuita (zm. 1946)
- 1879:
  - Marie Juchacz, niemiecka działaczka socjalistyczna, polityk (zm. 1956)
  - Michał Ulam, polski inżynier budowlany, architekt (zm. 1938)
- 1880:
  - José da Costa Nunes, portugalski duchowny katolicki, arcybiskup Goa e Damão, wicekamerling, kardynał (zm. 1976)
  - Samuel Faust, polski przemysłowiec pochodzenia żydowskiego (zm. 1942)
  - Émile Mathis, francuski przedsiębiorca, kierowca wyścigowy (zm. 1956)
  - Malakia Toroszelidze, gruziński i radziecki pisarz, polityk (zm. 1937)
- 1881:
  - Ferdinand Lammot Belin, amerykański dyplomata (zm. 1961)
  - Aleksander Nazarewski, polski polityk, senator RP pochodzenia białoruskiego (zm. 1942)
- 1883:
  - Monika Miglancowa, polska działaczka narodowa (zm. ?)[4]
  - Józef Mondschein, polski prozaik, poeta, tłumacz, publicysta, działacz socjalistyczny (zm. 1961)
  - Janusz Henryk Pobóg-Gurski, polski technik rolnictwa (zm. 1934)
- 1884 – (lub 1887) Leslie Knighton, angielski trener piłkarski (zm. 1959)
- 1885 – Cahangir bəy Kazımbəyli, azerski, rosyjski i polski wojskowy, działacz emigracyjny (zm. 1955)
- 1886:
  - Lili Berky, węgierska aktorka (zm. 1958)
  - Adam Cygielstrejch, polski psycholog, filozof, pedagog pochodzenia żydowskiego (zm. 1935)
  - Roman Florer, polski pułkownik pilot (zm. 1973)
  - Gerda Wegener, duńska malarka (zm. 1940)
- 1887:
  - Mustafa Merlika, albański polityk (zm. 1958)
  - Jechiel Izajasz Trunk, polski eseista, etnograf pochodzenia żydowskiego (zm. 1961)
- 1888 – Piotr Chwaliński, polski rolnik, polityk, poseł na Sejm RP i Sejm Ustawodawczy (zm. 1958)
- 1889 – Hiroaki Abe, japoński wiceadmirał (zm. 1949)
- 1890:
  - Kazimierz Bagiński, polski działacz ruchu ludowego, polityk, poseł na Sejm RP (zm. 1966)
  - Borys Delone, rosyjski matematyk pochodzenia francuskiego (zm. 1980)
- 1891:
  - Kazys Giedrys, litewski działacz komunistyczny (zm. 1926)
  - Laura Papo Bohoreta, jugosłowiańska pisarka (zm. 1942)
- 1892:
  - Józef Aumiller, polski medalier, rzeźbiarz (zm. 1963)
  - Charles Nungesser, francuski pilot wojskowy, as myśliwski (zm. 1927)
- 1893:
  - Oleg Leonidow, radziecki prozaik, dramaturg, scenarzysta filmowy (zm. 1951)
  - Oliver Lyttelton, brytyjski arystokrata, polityk (zm. 1972)
- 1894 – Vilmos Aba-Novák, węgierski malarz, grafik (zm. 1941)
- 1897:
  - Erik Malmberg, szwedzki zapaśnik (zm. 1964)
  - Jackson Scholz, amerykański lekkoatleta, sprinter (zm. 1986)
- 1898:
  - Jan Gotard, polski malarz, grafik, rysownik (zm. 1943)
  - Ludwik Jakimiak, polski działacz niepodległościowy, kawaler Orderu Virtuti Militari (zm. ?)
  - Everett Mitchell, amerykański wokalista gospel, innowator radiowy (zm. 1990)
- 1899:
  - Arie Bieshaar, holenderski piłkarz (zm. 1965)
  - (lub 1904) George Brent, irlandzki aktor (zm. 1979)
  - Stefan Napierski, polski poeta, eseista, krytyk literacki, tłumacz (zm. 1940)
- 1900:
  - Luigi Longo, włoski działacz komunistyczny (zm. 1980)
  - Ernst Neufert, niemiecki architekt (zm. 1986)
- 1901 – Franciszek Misztal, polski konstruktor lotniczy (zm. 1981)
- 1902:
  - Frederick Boylstein, amerykański bokser (zm. 1972)
  - Elchanan Cajtlin, polski dziennikarz, poeta pochodzenia żydowskiego (zm. 1941)
  - Harald Hagen, norweski żeglarz sportowy (zm. 1972)
  - Carla Porta Musa, włoska eseistka, poetka (zm. 2012)
  - Henri Saint Cyr, szwedzki jeździec sportowy (zm. 1979)
  - Joseph Schacht, niemiecki orientalista (zm. 1969)
- 1903 – Józef Czechowicz, polski poeta (zm. 1939)
- 1905 – Adam Obarski, polski działacz socjalistyczny i niepodległościowy (zm. 1973)
- 1906 – Tibor Csorba, węgierski językoznawca, tłumacz, malarz (zm. 1985)
- 1907:
  - Zarah Leander, szwedzka aktorka, piosenkarka (zm. 1981)
  - William Logan, kanadyjski łyżwiarz szybki (zm. 1955)
- 1908:
  - Józef Bień, polski działacz komunistyczny, związkowiec, polityk, poseł na Sejm PRL (zm. 1978)
  - Sverre Kolterud, norweski kombinator norweski (zm. 1996)
  - Juan López Fontana, urugwajski trener piłkarski (zm. 1983)
  - Helena Mężyńska, polska porucznik, członkini ZWZ-AK (zm. 1944)
  - Baburao Nimal, indyjski hokeista na trawie (zm. 1998)
- 1909 – Jonas Žemaitis, litewski generał (zm. 1954)
- 1910:
  - Rolf Johannessen, norweski piłkarz (zm. 1965)
  - Joop van Nellen, holenderski piłkarz (zm. 1992)
  - Tom Richards, brytyjski lekkoatleta, maratończyk (zm. 1985)
- 1911 – Helena Merenholc, polska psycholog dziecięca, pedagog (zm. 1997)
- 1912:
  - Louis Paul Boon, belgijski pisarz (zm. 1979)
  - Lightnin’ Hopkins, amerykański gitarzysta i wokalista country bluesowy (zm. 1982)
- 1913:
  - Macdonald Carey, amerykański aktor (zm. 1994)
  - Ernst Lörtscher, szwajcarski piłkarz (zm. 1994)
  - Nikifor Maruszeczko, polski przestępca (zm. 1938)
- 1914:
  - Helena Brodowska-Kubicz, polska historyk (zm. 2003)
  - Aniello Dellacroce, amerykański przestępca pochodzenia włoskiego (zm. 1985)
  - Bazyli (Doroszkiewicz), polski duchowny prawosławny, metropolita warszawski i całej Polski (zm. 1998)
- 1915:
  - Antoni Jastrzębski, polski porucznik, żołnierz AK, cichociemny (zm. 1943)
  - Chadr at-Tuni, egipski sztangista (zm. 1956)
- 1916:
  - Augustyn Chadam, polski duchowny katolicki, bernardyn (zm. 2007)
  - Józef Gumowski, polski major, żołnierz AK (zm. 1952)
  - Harry James, amerykański trębacz jazzowy (zm. 1983)
  - Blas de Otero, hiszpański poeta (zm. 1979)
- 1918:
  - Eugeniusz Kukolski, polski żołnierz podziemia antykomunistycznego (zm. 1946)
  - Jan Olejniczak, polski filmowiec
- 1919:
  - Hasan Eren, turecki językoznawca (zm. 2007)
  - Naalli Petersen, duński żeglarz sportowy (zm. 1997)
- 1920:
  - Ranganandhan Francis, indyjski hokeista na trawie (zm. 1975)
  - Ber Haus, polski ekonomista, wykładowca akademicki pochodzenia żydowskiego (zm. 2011)
  - Winifred Jordan, brytyjska lekkoatletka, sprinterka (zm. 2019)
  - Bohumil Kudrna, czechosłowacki kajakarz, kanadyjkarz (zm. 1991)
  - Lawrence Sanders, amerykański dziennikarz, pisarz (zm. 1998)
  - E. Donnall Thomas, amerykański hematolog, transplantolog, laureat Nagrody Nobla (zm. 2012)
- 1921:
  - Józef Huczyński, polski kapitan pilot (zm. 2009)
  - Józef Stós, polski architekt, działacz społeczny i kombatancki (zm. 2016)
- 1922:
  - Nino Bibbia, włoski bobsleista, skeletonista (zm. 2013)
  - Jan Hasik, polski gastroenterolog, dietetyk, fitoterapeuta, wykładowca akademicki (zm. 2001)
  - Kristoffer Lepsøe, norweski wioślarz (zm. 2006)
- 1923:
  - Rustam Bastuni, izraelski dziennikarz, architekt, polityk narodowości arabskiej (zm. 1994)
  - Joseph Madec, francuski duchowny katolicki, biskup Fréjus-Toulon (zm. 2013)
  - Zygmunt Wikliński, polski bokser (zm. 1975)
- 1924:
  - Jurij Bondariew, rosyjski pisarz (zm. 2020)
  - Walter Gotell, brytyjski aktor pochodzenia niemieckiego (zm. 1997)
  - Mychajło Mychałyna, ukraiński piłkarz, trener (zm. 1998)
  - Adolf Swarcewicz, polski rolnik, polityk, poseł na Sejm PRL (zm. 2001)
- 1925:
  - Kazimierz Kowalski, polski paleozoolog (zm. 2007)
  - Irena Laskowska, polska aktorka (zm. 2019)
  - Connie Simmons, amerykański koszykarz (zm. 1989)
- 1926:
  - Ryszard Herczyński, polski fizyk, specjalista w zakresie mechaniki płynów (zm. 2009)
  - Tadeusz Wyrwa, polski żołnierz AK, historyk i pisarz emigracyjny (zm. 2010)
- 1927:
  - Al Herman, amerykański kierowca wyścigowy (zm. 1960)
  - Brian Shenton, brytyjski lekkoatleta, sprinter (zm. 1987)
  - Carl Smith, amerykański piosenkarz i gitarzysta country (zm. 2010)
- 1928:
  - Maria Kapczyńska, polska tancerka, sędzia zawodów tańca towarzyskiego (zm. 2017)
  - Anna Szatkowska, polska działaczka podziemia niepodległościowego (zm. 2015)
- 1929:
  - Zbigniew Jaskowski, polski piłkarz (zm. 2006)
  - Stanisław Modzelewski, polski seryjny morderca (zm. 1969)
  - Anna Piskorska-Chlebowska, polska chemik, podharcmistrzyni, działaczka opozycji antykomunistycznej (zm. 1983)
- 1930:
  - Żores Ałfiorow, rosyjski fizyk, laureat Nagrody Nobla (zm. 2019)
  - Alba Arnova, włoska aktorka pochodzenia argentyńskiego (zm. 2018)
  - Ib Christensen, duński psycholog, polityk, eurodeputowany (zm. 2023)
  - Yves Delacour, francuski wioślarz (zm. 2014)
  - Jerzy Dobrowolski, polski aktor, dramaturg, satyryk, reżyser teatralny (zm. 1987)
  - Martin Karplus, austriacki chemik teoretyczny, laureat Nagrody Nobla (zm. 2024)
  - Andreas Okopenko, austriacki pisarz pochodzenia ukraińskiego (zm. 2010)
- 1931:
  - Michaił Busygin, radziecki polityk (zm. 2016)
  - Witold Jurczyk, polski chirurg, anestezjolog (zm. 2016)
  - Ante Popowski, macedoński poeta (zm. 2003)
- 1932:
  - Augusto César Alves Ferreira da Silva, portugalski duchowny katolicki, biskup Portalegre-Castelo Branco
  - Alan Bean, amerykański pilot wojskowy, astronauta (zm. 2018)
  - Jerzy Hoffman, polski reżyser i scenarzysta filmowy pochodzenia żydowskiego
  - Stefan Rolewicz, polski matematyk, wykładowca akademicki (zm. 2015)
  - Jerzy Sobociński, polski rzeźbiarz (zm. 2008)
- 1933:
  - Jacques Amir, izraelski polityk (zm. 2011)
  - Władysław Arciszewski, polski sędzia piłki ręcznej (zm. 2013)
  - Philippe de Broca, francuski reżyser filmowy (zm. 2004)
  - Edward Peter Cullen, amerykański duchowny katolicki, biskup pomocniczy Filadelfii, biskup Allentown (zm. 2023)
  - Romuald Dziewięcki, polski działacz motoryzacyjny (zm. 2017)
  - Hosejn Ebrahimijan, irański zapaśnik (zm. 2022)
  - Ruth Bader Ginsburg, amerykańska prawnik, sędzia Sądu Najwyższego (zm. 2020)
- 1934:
  - Krikor Azarjan, bułgarski aktor, reżyser filmowy pochodzenia ormiańskiego (zm. 2009)
  - Patelisio Punou-Ki-Hihifo Finau, tongijski duchowny katolicki, biskup Tonga (zm. 1993)
- 1935:
  - Nabil al-Arabi, egipski prawnik, dyplomata, polityk, minister spraw zagranicznych, przewodniczący Ligi Państw Arabskich (zm. 2024)
  - Anna Franczak, polska handlowiec, polityk, poseł na Sejm PRL (zm. 2010)
  - Judd Hirsch, amerykański aktor pochodzenia żydowskiego
  - Lidia Krupa-Surdyka, polska piłkarka ręczna
  - Jimmy Swaggart, amerykański duchowny zielonoświątkowy, pastor, teleewangelista, muzyk, pisarz (zm. 2025)
- 1936:
  - Francisco Ibáñez, hiszpański rysownik komiksów (zm. 2023)
  - Don Sundquist, amerykański polityk, gubernator stanu Tennessee (zm. 2023)
- 1937:
  - Walentin Rasputin, rosyjski pisarz (zm. 2015)
  - Andrzej Zawiślak, polski profesor nauk o organizacji i zarządzaniu, polityk, poseł na Sejm RP, minister przemysłu i handlu (zm. 2015)
- 1938:
  - Charles Lloyd, amerykański muzyk jazzowy
  - Jerzy Orłowski, polski pilot, konstruktor, polityk, poseł na Sejm RP
- 1939:
  - Ted Kaufman, amerykański polityk, senator
  - Robert Nye, brytyjski prozaik, nowelista, dramaturg, poeta (zm. 2016)
  - Hanna Zora, iracki duchowny chaldejski, archieparcha Ahwazu, eparcha Toronto (zm. 2016)
- 1940:
  - Stanisław Andrzej Łukowski, polski poeta, prozaik (zm. 2021)
  - Anna Pacyna, polska biolog, botanik, wykładowczyni akademicka
- 1941:
  - Klaus Kobusch, niemiecki kolarz torowy (zm. 2025)
  - Jean-Louis Lafosse, francuski kierowca wyścigowy (zm. 1981)
  - Franco Lavoratori, włoski piłkarz wodny (zm. 2006)
  - António de Sousa Braga, portugalski duchowny katolicki, biskup Angry (zm. 2022)
  - Walerij Ugarow, rosyjski twórca filmów animowanych (zm. 2007)
  - Michał Walski, polski neuropatolog, wykładowca akademicki (zm. 2012)
- 1942:
  - Montserrat Figueras, hiszpańska piosenkarka (zm. 2011)
  - Ernst Klee, niemiecki dziennikarz, pisarz (zm. 2013)
  - Józef Lipiec, polski filozof (zm. 2024)
  - Molly Peters, brytyjska aktorka (zm. 2017)
  - The Iron Sheik, irański wrestler (zm. 2023)
- 1943:
  - Chi Cheng, tajwańska lekkoatletka, sprinterka i skoczkini w dal
  - David Cronenberg, kanadyjski reżyser filmowy
  - Aleksandra Łuszczyńska, polska farmaceutka, polityk, poseł na Sejm RP (zm. 2015)
  - Olga Schoberová, czeska aktorka
  - Sly Stone, amerykański muzyk, wokalista, autor tekstów, członek zespołu Sly and the Family Stone, producent muzyczny (zm. 2025)
- 1944 – Gianfranco Gardin, włoski duchowny katolicki, franciszkanin konwentualny, biskup Treviso (zm. 2024)
- 1945:
  - Małgorzata Baranowska, polska pisarka, poetka (zm. 2012)
  - Dani Jatom, izraelski wojskowy, polityk, dyrektor Mosadu
  - Hans Selander, szwedzki piłkarz (zm. 2023)
  - Jörgen Sundelin, szwedzki żeglarz sportowy
  - Szahrijar Szafik, irański książę
  - Terje Thorslund, norweski lekkoatleta, oszczepnik
- 1946:
  - Bobby Bonds, amerykański baseballista (zm. 2003)
  - Cesare Bonizzi, włoski duchowny katolicki, kapucyn, wokalista heavymetalowy (zm. 2024)
  - John Dempsey, irlandzki piłkarz (zm. 2024)
  - Marie-Hélène Gillig, francuska prawnik, działaczka samorządowa, polityk, eurodeputowana
- 1947:
  - Łeonid Kowalczuk, ukraiński chirurg, wykładowca akademicki (zm. 2014)
  - Ry Cooder, amerykański gitarzysta, piosenkarz, autor tekstów
  - Novruz Məmmədov, azerski polityk, premier Azerbejdżanu
  - Jean-Claude Nallet, francuski lekkoatleta, sprinter i płotkarz (zm. 2023)
  - Federico Peña, amerykański polityk pochodzenia meksykańskiego
  - Andrzej Pityński, polski rzeźbiarz (zm. 2020)
- 1948:
  - David Albahari, serbski pisarz (zm. 2023)
  - Andrzej Gliniecki, polski prawnik, urzędnik państwowy, wiceprezydent Gdańska (zm. 2025)
  - Stanisław Prutis, polski prawnik, polityk, wojewoda białostocki
  - Lewan Tediaszwili, gruziński zapaśnik (zm. 2024)
  - Tomek Tryzna, polski reżyser filmowy, pisarz
  - Dimbi Tubilandu, kongijski piłkarz (zm. 2021)
  - Sérgio Vieira de Mello, brazylijski dyplomata (zm. 2003)
- 1949:
  - Bernd Nickel, niemiecki piłkarz (zm. 2021)
  - Benedykt Radecki, polski perkusista, członek zespołów: Dżamble, Niebiesko-Czarni i Extra Ball (zm. 2023)
- 1950:
  - Romuald Czystaw, polski wokalista, członek zespołu Budka Suflera (zm. 2010)
  - Harry Bromley Davenport, brytyjski reżyser, scenarzysta i producent filmowy
  - Marie-José Denys, francuska polityk, eurodeputowana
  - Alojzy Drożdż, polski duchowny katolicki, teolog (zm. 2019)
  - Cláudio Duarte, brazylijski piłkarz, trener
  - Anatolij Kamiński, naddniestrzański polityk
  - Kurt Koch, szwajcarski duchowny katolicki, biskup Bazylei, kardynał
  - Vladimír Leško, słowacki filozof, wykładowca akademicki
- 1951:
  - Luigi Morgano, włoski działacz katolicki, samorządowiec, polityk
  - Tadeusz Nowacki, polski publicysta, polityk, poseł na Sejm PRL (zm. 2024)
  - Siergiej Szamba, abchaski polityk, premier Abchazji
- 1952:
  - Tony Abatemarco, amerykański aktor
  - Andrzej Durka, polski teatrolog, samorządowiec, polityk, wicemarszałek województwa i wicewojewoda zachodniopomorski (zm. 2021)
  - Andrzej Grabowski, polski aktor, wokalista, artysta kabaretowy
  - Tetiana Proroczenko, ukraińska lekkoatletka, sprinterka (zm. 2020)
  - Willy Puchner, austriacki fotograf, rysownik
- 1953:
  - Danuta Błażejczyk, polska piosenkarka
  - Kumba Ialá, gwinejski polityk, prezydent Gwinei Bissau (zm. 2014)
  - Stefan Król, polski rolnik, polityk, poseł na Sejm RP (zm. 2018)
- 1954:
  - Aleksandra Jakubowska, polska dziennikarka, polityk, poseł na Sejm RP, rzecznik prasowa rządu
  - Zbigniew Karpus, polski historyk
  - Marek Tercz, polski pieśniarz, bard, poeta, kompozytor
  - Craig Wasson, amerykański aktor, scenarzysta, kompozytor
  - Zbigniew Nikodemski, polski klawiszowiec, członek grupy Rezerwat (zm. 2021)
- 1955:
  - Roberto Maroni, włoski prawnik, polityk, minister spraw wewnętrznych, prezydent Lombardii (zm. 2022)
  - Dee Snider, amerykański wokalista, członek zespołu Twisted Sister
  - Jerzy Wilk, polski przedsiębiorca, samorządowiec, prezydent Elbląga, poseł na Sejm RP (zm. 2021)
- 1956:
  - Gert Frank, duński kolarz szosowy i torowy (zm. 2019)
  - Zoltán Verrasztó, węgierski pływak
  - Grażyna Małgorzata Vetulani, polska filolożka, językoznawczyni
  - Gilberto Yearwood, honduraski piłkarz, trener
- 1957:
  - Roger Albertsen, norweski piłkarz, trener (zm. 2003)
  - Joaquim de Almeida, portugalsko-amerykański aktor
  - Tanja Dimitrowa, bułgarska siatkarka
  - Katarzyna Hall, polska nauczycielka, działaczka oświatowa i społeczna, polityk, poseł na Sejm PRL, minister edukacji narodowej
  - Piotr Krakowski, polski piłkarz, trener
  - Víctor Muñoz, hiszpański piłkarz, trener
  - Krystyna Poślednia, polska działaczka samorządowa, polityk, poseł na Sejm RP (zm. 2014)
- 1958:
  - Giuseppe Di Capua, włoski wioślarz, sternik
  - Krzysztof Gawara, polski piłkarz, trener
  - Piotr Gruszczyński, polski samorządowiec, polityk, senator RP
  - Sam Matekane, lesotyjski polityk
- 1959:
  - Marek Górski, polski piosenkarz (zm. 2016)
  - Agnieszka Klonowiecka-Milart, polska prawnik
  - Fabio Lanzoni, włoski model, aktor
  - Ben Okri, nigeryjski piłkarz
  - Ryszard Zając, polski dziennikarz, polityk, poseł na Sejm RP
- 1960:
  - Ioan Andone, rumuński piłkarz, trener
  - Grzegorz Dzik, polski inżynier, przedsiębiorca
  - Stephen Hart, trynidadzko-tobagijski piłkarz, trener
  - Janusz Piechociński, polski polityk, poseł na Sejm RP, minister gospodarki, wicepremier
- 1961:
  - Fabio Biondi, włoski skrzypek, dyrygent, założyciel zespołu Europa Galante
  - Terry Cummings, amerykański koszykarz
  - Piotr Grella-Możejko, polski kompozytor, literaturoznawca, tłumacz, grafik, publicysta
  - Max Julen, szwajcarski narciarz alpejski
  - Wavel Ramkalawan, seszelski polityk, prezydent Seszeli
- 1962:
  - Sananda Maitreya, amerykański piosenkarz, kompozytor
  - Markus Merk, niemiecki dentysta, sędzia piłkarski
  - Leopoldo Serantes, filipiński bokser (zm. 2021)
- 1963:
  - Jörg Hoffmanm, niemiecki saneczkarz
  - Robert Kołakowski, polski historyk, polityk, poseł na Sejm RP
  - Bret Michaels, amerykański gitarzysta, wokalista, członek zespołu Poison, aktor
- 1964:
  - Fernando De Napoli, włoski piłkarz
  - Rockwell, amerykański piosenkarz
- 1965:
  - Swietłana Miedwiediewa, rosyjska była pierwsza dama
  - Pascal Tayot, francuski judoka
- 1966:
  - Luca Ceriscioli, włoski polityk, prezydent Marche
  - Dorota Chotecka-Pazura, polska aktorka
  - Grzegorz Kacała, polski rugbysta
  - Beata Moskal-Słaniewska, polska działaczka samorządowa, prezydent Świdnicy
  - Władysław Stasiak, polski polityk, minister spraw wewnętrznych i administracji, szef Kancelarii Prezydenta RP (zm. 2010)
- 1967:
  - Roman Kotliński, polski wydawca, pisarz, publicysta, dziennikarz antyklerykalny, polityk, poseł na Sejm RP, były duchowny katolicki
  - Krzysztof Śliwka, polski poeta
- 1968:
  - Adílson Batista, brazylijski piłkarz, trener
  - Dariusz Chromiec, polski samorządowiec, burmistrz Stronia Śląskiego
  - Mark McGrath, amerykański muzyk, kompozytor, wokalista, członek zespołu Sugar Ray
  - Katarzyna Rybińska, polska lekkoatletka, biegaczka
  - Sabrina Salerno, włoska aktorka, piosenkarka, prezenterka telewizyjna, modelka
  - Cezary Siess, polski szpadzista, florecista
  - Renata Sosin, polska lekkoatletka, sprinterka
  - Anca Tănase, rumuńska wioślarka
  - John Tardy, amerykański wokalista, członek zespołów: Obituary i Tardy Brothers
- 1969:
  - Timo Kotipelto, fiński wokalista, członek zespołu Stratovarius
  - Kim Raver, amerykańska aktorka
  - Carla Zijlstra, holenderska łyżwiarka szybka
- 1970:
  - Sosłan Frajew, rosyjski i uzbecki zapaśnik
  - Marcin Grochowina, polski muzyk, kompozytor
  - Diego Nargiso, włoski tenisista
  - Derek Parra, amerykański łyżwiarz szybki
  - Aivo Udras, estoński biathlonista
- 1971:
  - Todd Agnew, amerykański wokalista, autor piosenek
  - Joachim Björklund, szwedzki piłkarz
  - Constanța Burcică, rumuńska wioślarka
  - Christopher Drexler, austriacki polityk, starosta krajowy Styrii
  - Euller, brazylijski piłkarz
  - Penny Lancaster, brytyjska modelka, fotografka
  - Zdeslav Vrdoljak, chorwacki piłkarz wodny
  - Sandra Zwolle, holenderska łyżwiarka szybka
- 1972:
  - Ibrahim Baylan, szwedzki polityk pochodzenia asyryjskiego
  - Pius Bazighe, nigeryjski lekkoatleta, oszczepnik
  - Dilmo Franco de Campos, brazylijski duchowny katolicki, biskup pomocniczy Anápolis (zm. 2024)
  - Filip Dewulf, belgijski tenisista
  - Mark Hoppus, amerykański muzyk, członek zespołu Blink-182
  - Christopher Williams, jamajski lekkoatleta, sprinter
- 1973:
  - Agustín Aranzábal, hiszpański piłkarz narodowości baskijskiej
  - Suzannah Bianco, amerykańska pływaczka synchroniczna
  - Boris Đurđević, chorwacki muzyk, producent muzyczny, kompozytor, autor tekstów, współzałożyciel zespołu Colonia
  - Lubow Gałkina, rosyjska strzelczyni sportowa
  - Makary (Griniezakis), grecki biskup prawosławny
  - Paweł Kuciński, polski siatkarz
  - Per Nielsen, duński piłkarz
  - José Luís Vidigal, portugalski piłkarz pochodzenia angolskiego
- 1974:
  - Ieva Tāre, łotewska koszykarka
  - Anders Andersson, szwedzki piłkarz
  - Piotr Gąciarek, polski prawnik, sędzia
  - Percy Montgomery, południowoafrykański rugbysta
  - Stéphane Rochon, kanadyjski narciarz dowolny
  - Carlos Eduardo Ventura, brazylijski piłkarz
- 1975:
  - William Adams, amerykański muzyk, członek zespołu The Black Eyed Peas
  - Piotr Grudziński, polski muzyk, kompozytor, członek zespołu Riverside (zm. 2016)
  - Jacek Jaguś, polski wokalista i gitarzysta bluesowy
  - Jang Jae-seong, południowokoreański zapaśnik
  - Eva Longoria, amerykańska aktorka, modelka pochodzenia meksykańskiego
  - Pierre Njanka, kameruński piłkarz
  - Weselin Topałow, bułgarski szachista
  - Marco Villaseca, chilijski piłkarz
- 1976:
  - Abhay Deol, indyjski aktor
  - Karolina Janyga, polska koszykarka, trenerka
  - Sebastian Miłkowski, polski prezenter telewizyjny
  - Adam Palenta, polski operator i reżyser filmowy
- 1977:
  - Édson, brazylijski piłkarz
  - Joseph Hahn, amerykański muzyk pochodzenia koreańskiego, członek zespołu Linkin Park
  - Karol Kisel, słowacki piłkarz
  - Imke Schellekens-Bartels, holenderska jeźdźczyni sportowa
  - Frédéric Serrat, francuski bokser
  - Anita Tomulevski, norweska lekkoatletka, tyczkarka
- 1978:
  - Ewa Borys, polska koszykarka
  - Noé Hernández, meksykański lekkoatleta, chodziarz (zm. 2013)
  - Kristian Sohlberg, fiński kierowca rajdowy
- 1979:
  - Maciej Makowski, polski aktor
  - Juan Manuel Molina, hiszpański lekkoatleta, chodziarz
- 1980:
  - Ola Afolabi, brytyjski bokser
  - Ewa Bagłaj, polska pisarka
  - Shelley-Ann Brown, kanadyjska bobsleistka
  - Stefán Gíslason, islandzki piłkarz
  - Josefin Lillhage, szwedzka pływaczka
  - Aleksandr Riazancew, rosyjski hokeista
  - Aleksiej Wołkow, rosyjski hokeista, bramkarz
- 1981:
  - Mikael Forssell, fiński piłkarz
  - Brice Guyart, francuski florecista
  - Sergio Herrera, kolumbijski piłkarz
  - Jens Salumäe, estoński skoczek narciarski
  - Marija Szałajewa, rosyjska aktorka
  - Brigitte Yagüe, hiszpańska taekwondzistka
  - Young Buck, amerykański raper
- 1982:
  - Wilson Kipsang Kiprotich, kenijski lekkoatleta, długodystansowiec
  - Malú, hiszpańska piosenkarka
  - Lisa Marcos, kanadyjska aktorka
  - Daniel Richardsson, szwedzki biegacz narciarski
- 1983:
  - Florian Becke, niemiecki bobsleista
  - Sean Biggerstaff, szkocki aktor
  - Severin Blindenbacher, szwajcarski hokeista
  - Bobby Boswell, amerykański piłkarz
  - Umut Bulut, turecki piłkarz
  - Roberto Donati, włoski lekkoatleta, sprinter
  - Jean-Jacques Gosso, iworyjski piłkarz
  - Witalij Kołesnyk, polski futsalista pochodzenia ukraińskiego
  - Parisa Liljestrand, szwedzka nauczycielka, działaczka samorządowa, polityk pochodzenia irańskiego
  - Daryl Murphy, irlandzki piłkarz
  - Djelaludin Sharityar, afgański piłkarz
  - Elisa Spiropali, albańska polityk
  - Carlos Tamara, kolumbijski piłkarz
- 1984:
  - Sylwia Chruścicka, polska judoczka
  - Yves Grafenhorst, niemiecki piłkarz ręczny
  - Adam Hrycaniuk, polski koszykarz
  - Olivier Jean, kanadyjski łyżwiarz szybki
  - Simona Muccioli, sanmaryńska pływaczka
- 1985:
  - Eva Amurri, amerykańska aktorka
  - Antti Autti, fiński snowboardzista
  - Agustín Creevy, argentyński rugbysta
  - Kellan Lutz, amerykański aktor
  - Mahiedine Mekhissi-Benabbad, francuski lekkoatleta, długodystansowiec pochodzenia algierskiego
- 1986:
  - Jai Courtney, australijski aktor
  - Silvija Popović, serbska siatkarka
  - Carlos Rivera, meksykański piosenkarz, aktor
- 1987:
  - Karrar Jassim, irański piłkarz
  - Michael Klueh, amerykański pływak
  - Sebastian Kühner, niemiecki siatkarz
  - Andrés Túñez, wenezuelski piłkarz
- 1988:
  - Sebastián Blanco, argentyński piłkarz
  - Angelika Cichocka, polska lekkoatletka, biegaczka średniodystansowa
  - Marta Leśniak, polska tenisistka
  - Andrés Molteni, argentyński tenisista
  - James Reimer, kanadyjski hokeista, bramkarz
  - Urpo Sivula, fiński siatkarz
- 1989:
  - Elsina Hidersha, albańska piosenkarka (zm. 2011)
  - Tony Maiello, włoski piosenkarz
  - Sandro, brazylijski piłkarz
  - Nicole Schmidhofer, austriacka narciarka alpejska
  - Adrien Silva, portugalski piłkarz
  - Caitlin Wachs, amerykańska aktorka
- 1990:
  - Bekzod Abduraxmonov, uzbecki zapaśnik
  - Lauren Barfield, amerykańska siatkarka
  - Dragana Cvijić, serbska piłkarka ręczna
  - Miguel Ibarra, amerykański piłkarz pochodzenia meksykańskiego
  - Mamoutou N’Diaye, malijski piłkarz
  - Konstantin Rausch, niemiecko-rosyjski piłkarz
- 1991:
  - Xavier Henry, amerykański koszykarz
  - Rabiu Ibrahim, nigeryjski piłkarz
  - Dmitrij Kowalow, rosyjski siatkarz
  - Serhij Krywcow, ukraiński piłkarz
  - Edson Montaño, ekwadorski piłkarz
  - Trayce Thompson, amerykański baseballista
- 1992:
  - Krzysztof Chodorowski, polski aktor
  - Mary Lou, amerykańska aktorka
  - Anna Shaffer, brytyjska aktorka
- 1993:
  - Alia Bhatt, indyjska aktorka, piosenkarka
  - Diego Carlos, brazylijski piłkarz
  - Justin Danforth, kanadyjski hokeista
  - Michael Fulmer, amerykański baseballista
  - Grzegorz Grochowski, polski koszykarz
  - Michael Krmenčík, czeski piłkarz
  - Aleksandra Krunić, serbska tenisistka
  - Monika Malicka, polska siatkarka
  - Paul Pogba, francuski piłkarz pochodzenia gwinejskiego
  - Alyssa Reid, kanadyjska piosenkarka, kompozytorka
  - Mark Scheifele, kanadyjski hokeista
- 1994:
  - Nijel Amos, botswański lekkoatleta, średniodystansowiec
  - Paweł Jasnos, polski koszykarz
  - Courtney Okolo, amerykańska lekkoatletka, sprinterka
- 1995:
  - Quanesha Burks, amerykańska lekkoatletka, skoczkini w dal
  - Kaela Davis, amerykańska koszykarka
  - Jarosław Niezgoda, polski piłkarz
  - Jabari Parker, amerykański koszykarz
  - Moritz Reichert, niemiecki siatkarz
  - Jéssica Rivero, hiszpańska siatkarka pochodzenia kubańskiego
- 1996:
  - Alona Łutkowska, rosyjska lekkoatletka, tyczkarka
  - Levin Öztunalı, niemiecki piłkarz pochodzenia tureckiego
- 1997:
  - Franziska Gritsch, austriacka narciarka alpejska
  - Pawieł Karnauchow, rosyjski hokeista pochodzenia bisłoruskiego
  - Jonjoe Kenny, angielski piłkarz
  - Samuel Scherrer, szwajcarski zapaśnik
- 1998:
  - Kiriłł Klec, rosyjski siatkarz
  - Klaudia Siciarz, polska lekkoatletka, płotkarka
- 2000:
  - Alfonso Alvarado, meksykański piłkarz
  - Mick van Dijke, holenderski kolarz szosowy
  - Kristian Kostow, bułgarsko-rosyjski piosenkarz
  - Łukasz Niedziałek, polski lekkoatleta, chodziarz
  - Vítor Oliveira, portugalski piłkarz
  - Dilan Ortiz, kolumbijski piłkarz
  - Dilo Tumua, samoański piłkarz
- 2001:
  - Arsienij Griciuk, rosyjski hokeista
  - Igor Kowalski, polski szachista
  - Olivier Léveillé, kanadyjski biegacz narciarski
- 2003 – Sumire Niikura, japońska zapaśniczka
- 2004 – Renan Correa, brazylijski lekkoatleta, sprinter
- 2005:
  - Nika Prevc, słoweńska skoczkini narciarska
  - Wi Seo-yeong, południowokoreańska łyżwiarka figurowa

## Zmarli
- 44 p.n.e. – Gajusz Juliusz Cezar, rzymski polityk, wódz, dyktator, pisarz (ur. 100 p.n.e.)
- 220 – Cao Cao, chiński wojskowy, polityk, poeta (ur. 155)
- 493 – Odoaker, wódz germański, król Italii (ur. 433)
- 752 – Zachariasz, papież, święty (ur. ?)
- 963 – Roman II, cesarz bizantyński (ur. 939)
- 1190 – Izabella z Hainaut, królowa Francji (ur. 1170)
- 1231 – Bartolomeo, włoski kardynał (ur. ?)
- 1273 – Tomasz II, hrabia Acerry (ur. ok. 1213)
- 1292 – Tomasz II Zaremba, polski duchowny katolicki, biskup wrocławski (ur. ok. 1230)
- 1311 – Walter V z Brienny, książę Aten (ur. ?)
- 1392 – Eberhard II, hrabia Wirtembergii (ur. 1315)
- 1416 – Jan de Berry, książę francuski (ur. 1340)
- 1522 – (lub 14 marca) Anna Radziwiłłówna, księżna mazowiecka (ur. 1476)
- 1526 – Charles Somerset, angielski możnowładca (ur. ok. 1460)
- 1530 – Marcin Kamieniecki, polski szlachcic, polityk, hetman polny koronny (ur. ?)
- 1536 – Pargalı İbrahim Pasza, wielki wezyr Imperium Osmańskiego (ur. 1493)
- 1540 – Jakub Dziaduski, polski duchowny katolicki, bernardyn, biskup pomocniczy poznański (ur. ?)
- 1554 – Małgorzata von Waldeck, niemiecka arystokratka (ur. 1533)
- 1575 – Annibale Padovano, włoski kompozytor, organista (ur. 1527)
- 1595 – Mahmud ibn Zarkun, marokański dowódca wojskowy (ur. ?)
- 1628 – John Bull, angielski kompozytor (ur. ok. 1563)
- 1632 – Maurycy Uczony, landgraf Hesji-Kassel (ur. 1572)
- 1644 – Luiza Julianna, księżniczka orańska, elektorowa Palatynatu Reńskiego (ur. 1576)
- 1650 – Nicodemo Ferrucci, włoski malarz (ur. 1575)
- 1654 – Jean Guiton, francuski przywódca hugenocki (ur. 1585)
- 1660 – Ludwika de Marillac, francuska zakonnica, założycielka szarytek, święta (ur. 1591)
- 1673 – Salvator Rosa, włoski kompozytor, rytownik, poeta, satyryk (ur. 1615)
- 1711 – Eusebio Francisco Kino, niemiecki jezuita, misjonarz, uczony, odkrywca (ur. 1645)
- 1720 – Luigi Priuli, włoski kardynał (ur. 1650)
- 1721 – Ludwika Meklemburska, królowa Danii i Norwegii (ur. 1667)
- 1723 – Johann Christian Günther, niemiecki poeta (ur. 1695)
- 1745 – Michel de La Barre, francuski kompozytor (ur. 1675)
- 1752 – Thomas Lumley-Saunderson, brytyjski arystokrata, dyplomata (ur. 1691)
- 1760 – Jan Ciecierski, polski jezuita, pedagog (ur. 1721)
- 1820 – Klemens Maria Hofbauer, czeski duchowny katolicki, redemptorysta, święty (ur. 1751)
- 1821 – Abraham Edelcrantz, szwedzki poeta, wynalazca (ur. 1754)
- 1822 – Fryderyk Albert Lessel, polski architekt pochodzenia niemieckiego (ur. 1767)
- 1825 – Antoni Baranowski, polski generał major (ur. 1760)
- 1833 – Kurt Polycarp Joachim Sprengel, niemiecki lekarz, botanik, mykolog, wykładowca akademicki (ur. 1766)
- 1842 – Luigi Cherubini, włoski kompozytor (ur. 1760)
- 1848 – Jakob Friedrich von Rüchel-Kleist, niemiecki generał porucznik (ur. 1778)
- 1849 – Giuseppe Gasparo Mezzofanti, włoski kardynał, językoznawca, poliglota (ur. 1774)
- 1851:
  - Augustus Keppel, brytyjski arystokrata, polityk (ur. 1794)
  - Ferdinand von Rohr, pruski generał piechoty, polityk, minister wojny (ur. 1783)
- 1859 – Nehemiah Cutter, amerykański psychiatra (ur. 1787)
- 1865 – Edward Hoffmann, polski prawnik, prokurator, uczestnik powstania listopadowego (ur. 1792)
- 1868 – François-Édouard Picot, francuski malarz, litograf (ur. 1786)
- 1869 – Lorenzo Quaglio, włoski malarz (ur. 1793)
- 1872:
  - Stanisław Barzykowski, polski polityk, pamiętnikarz, uczestnik powstania listopadowego (ur. 1792)
  - Urban Majewski, polski strażak, naczelnik Warszawskiej Straży Ogniowej (ur. 1818)
- 1878 – Leon Rogalski, polski historyk, literaturoznawca, publicysta, encyklopedysta, tłumacz (ur. 1806)
- 1888 – Léonard Morel-Ladeuil, francuski złotnik, rzeźbiarz, cyzeler (ur. 1820)
- 1889 – Melville R. Bissell, amerykański wynalazca (ur. 1843)
- 1891 – Sawa Mutkurow, bułgarski generał major, polityk (ur. 1852)
- 1892 – Karol Egon III Fürstenberg, niemiecki książę, urzędnik pruski (ur. 1820)
- 1893 – Michał Schmidt, polski prawnik, wiceprezydent Krakowa (ur. 1836)
- 1895 – Robert Duff, brytyjski komandor, polityk (ur. 1835)
- 1897:
  - Wincenty Dawid, polski prozaik, poeta, encyklopedysta, pedagog (ur. 1816)
  - Edward Jelinek, czeski pisarz, publicysta (ur. 1855)
  - James Joseph Sylvester, brytyjski prawnik, matematyk, wykładowca akademicki (ur. 1814)
- 1898 – Henry Bessemer, brytyjski inżynier, wynalazca (ur. 1813)
- 1900:
  - Elwin Bruno Christoffel, niemiecki matematyk, wykładowca akademicki (ur. 1829)
  - Robert von Puttkamer, pruski polityk (ur. 1828)
- 1904 – Karol Knaus, polski architekt, konserwator zabytków (ur. 1846)
- 1905 – Amalie Skram, norweska pisarka, feministka (ur. 1846)
- 1906 – Józef Czekalski, polski działacz oświatowy, prawnik, literat, tłumacz (ur. 1864)
- 1907 – Manuel Barillas, gwatemalski polityk, prezydent Gwatemali (ur. 1845)
- 1914 – William Raphael, kanadyjski malarz pochodzenia żydowskiego (ur. 1833)
- 1915 – Marian Kazimierz Olszewski, polski malarz, historyk sztuki, filozof, publicysta (ur. 1881)
- 1918 – Lili Boulanger, francuska kompozytorka (ur. 1893)
- 1920:
  - Rudolph Berthold, niemiecki pilot wojskowy, as myśliwski (ur. 1891)
  - Edmund Reitter, austriacki entomolog (ur. 1845)
- 1921:
  - Augustus Grant-Asher, szkocki rugbysta, krykiecista (ur. 1861)
  - Mehmet Talaat, turecki polityk (ur. 1874)
- 1923 – Jozef Viktor Rohon, rumuński neuroanatom, paleontolog (ur. 1845)
- 1924 – Wollert Konow, norweski polityk, premier Norwegii (ur. 1845)
- 1925 – Jan Evangelista Chadt-Ševětínský, czeski ekspert leśny, drzewoznawca, botanik (ur. 1860)
- 1926:
  - Dmitrij Furmanow, rosyjski pisarz, rewolucjonista, dowódca wojskowy (ur. 1891)
  - Sofija Ivanauskaitė-Pšibiliauskienė, litewska pisarka (ur. 1867)
- 1927:
  - Marceli Jastrzębiec-Śniadowski, polski pułkownik artylerii (ur. 1878)
  - Jan Kozakiewicz, polski działacz socjalistyczny, polityk (ur. 1857)
- 1929:
  - Władysław Mech, polski prawnik, polityk, wolnomularz (ur. 1877)
  - Meta von Salis, szwajcarska feministka, dziennikarka (ur. 1855)
- 1931 – Charles Hefferon, południowoafrykański lekkoatleta, maratończyk (ur. 1878)
- 1932:
  - Ignacy Daum, polski lekarz, działacz socjalistyczny i niepodległościowy (ur. 1869)
  - Stanisław Krzeptowski, polski pisarz ludowy, gawędziarz góralski (ur. 1860)
  - Paweł Potocki, polski inżynier, specjalista przemysłu naftowego (ur. 1879)
- 1933 – Paul Féval (syn), francuski pisarz (ur. 1860)
- 1937:
  - H.P. Lovecraft, amerykański pisarz (ur. 1890)
  - Scipione Riva-Rocci, włoski pediatra (ur. 1863)
- 1938:
  - Ismar Isidor Boas, niemiecki gastroenterolog (ur. 1858)
  - Nikołaj Bucharin, radziecki działacz komunistyczny (ur. 1888)
  - Gienrich Jagoda, radziecki wysoki funkcjonariusz służb bezpieczeństwa, szef NKWD pochodzenia żydowskiego (ur. 1891)
  - Maurycy Karstens, polski przedsiębiorca (ur. 1857)
  - Nikołaj Krestinski, radziecki prawnik, dyplomata, działacz komunistyczny (ur. 1883)
  - Arkadij Rozengolc, radziecki polityk, dyplomata pochodzenia żydowskiego (ur. 1889)
  - Aleksiej Rykow, radziecki działacz komunistyczny (ur. 1881)
  - Wasil Szaranhowicz, radziecki działacz komunistyczny (ur. 1897)
- 1940:
  - Józef Gromada, polski rolnik, działacz społeczny, samorządowiec, polityk, poseł na Sejm RP (ur. 1888)
  - Ferdinand Hellmesberger, austriacki wiolonczelista, dyrygent (ur. 1863)
  - Nae Ionescu, rumuński filozof, logik, wykładowca akademicki, dziennikarz, publicysta (ur. 1890)
  - Jan Sawicki, polski prawnik, prezes Najwyższego Trybunału Administracyjnego (ur. 1859)
- 1941 – Aleksiej Jawlensky, rosyjski malarz (ur. 1864)
- 1942:
  - Arthur Heygate Mackmurdo, brytyjski architekt, projektant (ur. 1851)
  - Alexander von Zemlinsky, austriacki kompozytor, dyrygent (ur. 1871)
- 1943:
  - Wacław Kloss, polski nauczyciel (ur. 1867),
  - Karl Schönherr, austriacki pisarz (ur. 1867)
- 1944:
  - Antoni Gorzkoś, polski dyrygent, skrzypek (ur. 1885)
  - Marija Oktiabrska, radziecka czołgistka (ur. 1905)
  - Hinrich Schuldt, niemiecki generał Waffen-SS (ur. 1901)
  - Eduard Zirm, austriacki okulista (ur. 1863)
- 1945:
  - Pierre Drieu la Rochelle, francuski poeta, prozaik, dramaturg, publicysta, kolaborant (ur. 1893)
  - Erazm Semkowicz, polski prawnik, sędzia, adwokat, polityk, senator RP (ur. 1872)
- 1947:
  - Jean-Richard Bloch, francuski historyk pochodzenia żydowskiego (ur. 1884)
  - Jan Tyranowski, polski mistyk chrześcijański, Sługa Boży (ur. 1901)
- 1948 – Jan Balicki, polski duchowny katolicki, błogosławiony (ur. 1869)
- 1949 – Jewgienij Gierasimow, rosyjski generał major, emigracyjny działacz kozacki (ur. 1873)
- 1951:
  - Karol Radoński, polski duchowny katolicki, biskup włocławski (ur. 1883)
  - Artemide Zatti, włoski salezjanin, błogosławiony (ur. 1880)
- 1953:
  - Arthur Berry, angielski piłkarz, bramkarz (ur. 1888)
  - Antonín Chráska, czeski teolog protestancki, tłumacz (ur. 1868)
- 1955 – Magnus Johansen, norweski łyżwiarz szybki (ur. 1885)
- 1956:
  - Robert Bing, niemiecko-szwajcarski neurolog, wykładowca akademicki (ur. 1878)
  - Ernst Rüdiger Starhemberg, austriacki arystokrata, dowódca wojskowy, polityk (ur. 1899)
- 1957:
  - Rezső Kasztner, węgierski i izraelski prawnik, dziennikarz, działacz syjonistyczny (ur. 1906)
  - Svend Nielsen, duński zapaśnik (ur. 1892)
  - Ernst Nobs, szwajcarski polityk, prezydent Szwajcarii (ur. 1886)
  - Richard Arwed Pfeifer, niemiecki psychiatra, neurolog, neuroanatom (ur. 1877)
  - Moša Pijade, serbski i jugosłowiański działacz komunistyczny (ur. 1890)
- 1959:
  - Fiodor Briedow, rosyjski generał major, emigracyjny działacz kombatancki (ur. 1884)
  - Thomas Swindlehurst, brytyjski przeciągacz liny (ur. 1874)
  - Lester Young, amerykański saksofonista i kompozytor jazzowy (ur. 1909)
- 1960:
  - Herman Bjørklund, norweski tenisista (ur. 1883)
  - Eduard Čech, czeski matematyk, wykładowca akademicki (ur. 1893)
  - Dionizy (Waledyński), rosyjski biskup prawosławny, metropolita warszawski i całej Polski, zwierzchnik Polskiego Autokefalicznego Kościoła Prawosławnego (ur. 1876)
- 1962:
  - Arthur Compton, amerykański fizyk, wykładowca akademicki, laureat Nagrody Nobla (ur. 1892)
  - Mouloud Feraoun, algierski pisarz (ur. 1913)
  - František Hájek, czeski profesor medycyny sądowej (ur. 1886)
  - Jerzy Hawrot, polski historyk sztuki, architekt (ur. 1911)
  - Anna Steimarová, czeska aktorka, śpiewaczka operetkowa (ur. 1889)
  - Franz Weselik, austriacki piłkarz (ur. 1903)
- 1964 – James M. Mead, amerykański polityk (ur. 1885)
- 1965:
  - István Kniezsa, węgierski językoznawca, wykładowca akademicki (ur. 1898)
  - Teodor Koskenniemi, fiński lekkoatleta, długodystansowiec (ur. 1887)
- 1966 – Abe Saperstein, amerykański działacz sportowy (ur. 1902)
- 1967:
  - Curt Löwgren, szwedzki aktor (ur. 1908)
  - Tadeusz Marchlewski, polski przedsiębiorca, działacz niepodległościowy, polityk, poseł na Sejm RP (ur. 1892)
- 1968 – Edward Muszyński, polski duchowny katolicki, biskup pomocniczy kielecki (ur. 1911)
- 1969:
  - Aleksandr Lebiediew, rosyjski fizyk, wykładowca akademicki (ur. 1893)
  - Demokrat Leonow, radziecki pułkownik (ur. 1926)
- 1970:
  - Arthur Adamov, francuski pisarz pochodzenia rosyjskiego (ur. 1908)
  - Auni Abd al-Hadi, palestyński polityk (ur. 1889)
  - Zvonko Jazbec, jugosłowiański piłkarz (ur. 1911)
  - François-Xavier Lacoursière, kanadyjski duchowny katolicki, misjonarz, biskup Mbarary w Ugandzie (ur. 1885)
  - Lawrence Moran, australijski duchowny katolicki, biskup pomocniczy Melbourne (ur. 1907)
  - Tarjei Vesaas, norweski pisarz (ur. 1897)
- 1971:
  - Jean-Pierre Monseré, belgijski kolarz szosowy, torowy i przełajowy (ur. 1948)
  - Karol Schayer, polski architekt (ur. 1900)
- 1973:
  - Angelo Binaschi, włoski piłkarz (ur. 1889)
- 1974:
  - Ferdinand Ďurčanský, słowacki polityk nacjonalistyczny (ur. 1906)
  - Aleksander Pragłowski, polski pułkownik (ur. 1895)
  - Aleksander Słomiński, polski rzeźbiarz i malarz ludowy (ur. 1885)
- 1975:
  - Michał Kaczorowski, polski ekonomista, architekt, wykładowca akademicki, polityk, poseł do KRN i na Sejm Ustawodawczy, minister odbudowy (ur. 1897)
  - Jan Kratochvíl, czechosłowacki generał brygady (ur. 1889)
  - Aristotelis Onasis, grecki przedsiębiorca (ur. 1906)
  - T-Bone Walker, amerykański bluesman (ur. 1910)
- 1978:
  - Jerzy Hryniewski, polski polityk, premier RP na uchodźstwie (ur. 1895)
  - Aleksander Kamiński, polski pedagog, działacz harcerski, pisarz (ur. 1903)
- 1979 – Leonid Miasin, amerykański tancerz pochodzenia rosyjskiego (ur. 1896)
- 1981 – René Clair, francuski reżyser filmowy (ur. 1898)
- 1982 – Elis Wiklund, szwedzki biegacz narciarski (ur. 1909)
- 1983 – Coloman Braun-Bogdan, rumuński piłkarz, trener (ur. 1905)
- 1984 – Ken Carpenter, amerykański lekkoatleta, dyskobol (ur. 1913)
- 1985 – Kazimierz Polus, polski seryjny morderca, pedofil (ur. 1929)
- 1986:
  - Wanda Falak-Zielińska, polska śpiewaczka operowa (sopran) (ur. 1914)
  - Miguel Darío Miranda Gómez, meksykański kardynał (ur. 1895)
- 1987:
  - Red Dutton, kanadyjski hokeista, działacz sportowy (ur. 1897)
  - Bogusław Kogut, polski poeta, prozaik, publicysta, polonista, polityk, poseł na Sejm PRL (ur. 1925)
- 1989:
  - Manlio Di Rosa, włoski szermierz (ur. 1914)
  - Irena Słońska, polska pisarka, pedagog (ur. 1906)
  - Danuta Romana Urbanowicz, polska aktorka, malarka (ur. 1926)
  - Andrzej Wasilewski, polski weterynarz, polityk, poseł na Sejm PRL (ur. 1919)
- 1990:
  - Mykoła Machynia, ukraiński piłkarz, trener (ur. 1912)
  - Angus Scott, brytyjski lekkotleta, sprinter i płotkarz (ur. 1927)
  - Ludmila Vendlová, czeska aktorka, reżyserka teatralna, pedagog (ur. 1929)
- 1991:
  - Miodrag Bulatović, serbski pisarz (ur. 1930)
  - Stanisław Lorentz, polski historyk sztuki, muzeolog (ur. 1899)
  - Irena Pikiel-Samorewiczowa, polska artystka plastyk, reżyserka, dyrektorka teatrów (ur. 1900)
- 1993:
  - Ricardo Arias Espinosa, panamski polityk, prezydent Panamy, dyplomata (ur. 1912)
  - Karl Mai, niemiecki piłkarz (ur. 1928)
  - Erik Strömgren, duński psychiatra, wykładowca akademicki (ur. 1909)
- 1994 – Josef Kohout, austriacki pisarz (ur. 1915)
- 1995 – Frederick Mulley, brytyjski prawnik, polityk (ur. 1918)
- 1996:
  - Czesław Domin, polski duchowny katolicki, biskup pomocniczy katowicki, biskup koszaliński (ur. 1929)
  - Zdzisław Grunwald, polski inżynier, wykładowca akademicki (ur. 1911)
  - Edward Kindlarski, polski inżynier, wykładowca akademicki (ur. 1943)
  - Wolfgang Koeppen, niemiecki pisarz (ur. 1906)
  - Robert Pearce, amerykański zapaśnik (ur. 1908)
- 1997:
  - Gail Davis, amerykańska aktorka (ur. 1925)
  - Kåre Holt, norweski pisarz (ur. 1916)
  - Victor Vasarely, węgiersko-francuski malarz (ur. 1906)
- 1998:
  - Giennadij Jewriużychin, rosyjski piłkarz (ur. 1944)
  - Afferbeck Lauder, australijski grafik, pisarz (ur. 1911)
  - Benjamin Spock, australijski wioślarz, pediatra (ur. 1903)
- 1999 – Ryszard Męclewski, polski fizyk, wykładowca akademicki (ur. 1926)
- 2001:
  - Durward Gorham Hall, amerykański polityk (ur. 1910)
  - Ryszard Koncewicz, polski piłkarz, trener i działacz piłkarski (ur. 1911)
  - Henryk Matyja, polski materiałoznawca, wykładowca akademicki (ur. 1923)
  - Ann Sothern, amerykańska aktorka (ur. 1909)
- 2002:
  - Poul L. Hansen, duński piłkarz (ur. 1916)
  - Werner Unger, wschodnioniemiecki piłkarz (ur. 1931)
- 2003:
  - Jan Deszcz, polski lekarz, działacz społeczny (ur. 1918)
  - Andrzej Leszek Szcześniak, polski historyk, autor podręczników szkolnych, pisarz (ur. 1932)
  - Kałmanis Szuras, radziecki kapral (ur. 1917)
- 2004:
  - Mária Ďuríčková, słowacka redaktorka, tłumaczka, scenarzystka, autorka książek dla dzieci i młodzieży (ur. 1919)
  - Pat Ferguson, brytyjski kierowca wyścigowy (ur. 1917)
  - Marian Frankowski, polski dyrygent, aranżer, kompozytor, działacz muzyczny (ur. 1928)
  - Gert Hummel, niemiecki duchowny i teolog ewangelicko-luterański (ur. 1933)
  - Václav Kozák, czeski wioślarz (ur. 1937)
  - Michaił Kozłow, radziecki generał armii, polityk (ur. 1917)
  - Chuck Niles, amerykański didżej (zm. 2004)
  - William Pickering, amerykański astrofizyk pochodzenia nowozelandzkiego (ur. 1910)
  - John Pople, brytyjski matematyk, fizyk, wykładowca akademicki, laureat Nagrody Nobla (ur. 1925)
- 2005:
  - Renzo Alverà, włoski bobsleista (ur. 1933)
  - Shōji Nishio, japoński mistrz sztuk walki (ur. 1927)
  - Otar Korkia, gruziński koszykarz, trener (ur. 1923)
  - Ewa Skarżanka, polska aktorka (ur. 1944)
- 2006:
  - José Gabriel Calderón Contreras, kolumbijski duchowny katolicki, biskup Cartago (ur. 1919)
  - Zygmunt Duczyński, polski reżyser teatralny (ur. 1951)
- 2007:
  - Wojciech Chudy, polski filozof, personalista, etyk, pedagog (ur. 1947)
  - Sally Clark, brytyjska prawniczka, ofiara pomyłki sądowej (ur. 1964)
  - Simona Kossak, polska biolog, leśnik, popularyzator nauki (ur. 1943)
- 2008 – Fabian Kiebicz, polski aktor (ur. 1920)
- 2009:
  - Richard Aoki, amerykański działacz na rzecz praw obywatelskich pochodzenia japońskiego (ur. 1938)
  - Ron Silver, amerykański aktor (ur. 1946)
- 2010 – Günther Heidemann, niemiecki bokser (ur. 1932)
- 2011:
  - Smiley Culture, brytyjski raper, wokalista reggae (ur. 1963)
  - Nate Dogg, amerykański raper, wokalista (ur. 1969)
  - Tadeusz Kryska-Karski, polski żołnierz, historyk, dziennikarz (ur. 1922)
  - Marty Marion, amerykański baseballista (ur. 1916)
- 2012 – Włodzimierz Pasternak, polski działacz partyjny i państwowy, wojewoda kielecki (ur. 1938)
- 2013 – Felipe Zetter, meksykański piłkarz (ur. 1923)
- 2014:
  - Scott Asheton, amerykański perkusista, współzałożyciel i członek zespołu The Stooges (ur. 1949)
  - Jürgen Kurbjuhn, niemiecki piłkarz (ur. 1940)
- 2015:
  - Antonio Betancort, hiszpański piłkarz, bramkarz (ur. 1937)
  - Grzegorz Moryciński, polski malarz (ur. 1936)
  - Mike Porcaro, amerykański basista, członek zespołu Toto (ur. 1955)
- 2016:
  - Tadeusz Mikołajek, polski pisarz, dziennikarz (ur. 1927)
  - Jan Pronk, holenderski kolarz torowy (ur. 1918)
- 2017:
  - Czesław Gawlik, polski pianista, aranżer jazzowy (ur. 1930)
  - Kazimierz Stanisław Leszczyński, polski działacz kulturalny (ur. 1926)
  - Wojciech Młynarski, polski piosenkarz, poeta, autor tekstów piosenek, reżyser (ur. 1941)
  - Dave Stallworth, amerykański koszykarz (ur. 1941)
- 2018:
  - Franciszek Drączkowski, polski duchowny katolicki, teolog, patrolog (ur. 1941)
  - Romana Kahl-Stachniewicz, polska ekonomistka, działaczka opozycji antykomunistycznej (ur. 1943)
  - Czesław Leosz, polski prawnik, działacz społeczny (ur. 1925)
  - Oleg Pastier, słowacki poeta (ur. 1952)
  - Eugeniusz Zwierzchowski, polski prawnik, konstytucjonalista (ur. 1929)
- 2019:
  - John Wesley Jones, amerykański lekkoatleta, sprinter (ur. 1958)
  - Wiesław Kilian, polski polityk, poseł na Sejm i senator RP (ur. 1952)
  - Halina Kowalewska-Mikosa, polska piosenkarka (ur. 1927)
  - Günther Lohre, niemiecki lekkoatleta, tyczkarz (ur. 1953)
  - W.S. Merwin, amerykański poeta, dramaturg, tłumacz, działacz na rzecz ochrony środowiska (ur. 1927)
  - Jean-Pierre Richard, francuski literaturoznawca, krytyk literacki (ur. 1922)
- 2020:
  - Suzy Delair, francuska aktorka, piosenkarka (ur. 1917)
  - Innocenzo Donina, włoski piłkarz (ur. 1950)
  - Gilbert Espinosa Chávez, amerykański duchowny katolicki, biskup pomocniczy San Diego (ur. 1932)
  - Vittorio Gregotti, włoski architekt, urbanista (ur. 1927)
  - Richard L. Hanna, amerykański polityk (ur. 1951)
  - Aytaç Yalman, turecki generał, dowódca żandarmerii i sił lądowych (ur. 1940)
- 2021:
  - Yaphet Kotto, amerykański aktor (ur. 1939)
  - Gerard Kusz, polski duchowny katolicki, biskup pomocniczy gliwicki (ur. 1939)
- 2022:
  - Piet Bukman, holenderski geograf, polityk, minister obrony, minister rolnictwa, przewodniczący Tweede Kamer (ur. 1934)
  - Stefan Jurga, polski fizyk, wykładowca akademicki (ur. 1946)
  - Oleg Mitiajew, rosyjski generał major (ur. 1974)
  - Nina Novak, polska primabalerina, choreograf, dyrektor baletu (ur. 1923)
  - Eugene Parker, amerykański astronom (ur. 1927)
  - Jacek Rzehak, polski poeta, autor tekstów, producent i scenarzysta filmowy (ur. 1956)
- 2023:
  - Dariusz Banek, polski reżyser i scenarzysta teatralny i telewizyjny (ur. 1967)
  - Henryk Czylok, polski piłkarz (ur. 1933)
  - Roman Lentner, polski piłkarz, trener (ur. 1937)
  - Aleksander Łuczak, polski historyk, polityk, poseł na Sejm RP, minister edukacji narodowej, wicepremier (ur. 1943)
  - Dimitris Papaioanu, grecki piłkarz (ur. 1942)
  - Adam Sandauer, polski fizyk, działacz społeczny (ur. 1950)
  - Jonas Šimėnas, litewski geolog, polityk (ur. 1953)
- 2024:
  - Fernando Antônio Brochini, brazylijski duchowny katolicki, biskup Jaboticabal i Itumbiara (ur. 1946)
  - Maria Chwalibóg, polska aktorka (ur. 1933)
  - Paul Josef Cordes, niemiecki duchowny katolicki, biskup pomocniczy Paderbornu, przewodniczący Papieskiej Rady „Cor Unum”, kardynał (ur. 1934)
  - Ambroise Kotamba Djoliba, togijski duchowny katolicki, biskup Sokodé (ur. 1938)
  - Marek Głogoczowski, polski filozof, pisarz, taternik, alpinista, himalaista (ur. 1942)
  - Marian Król, polski agronom, samorządowiec, polityk, poseł na Sejm RP, wojewoda poznański (ur. 1939)
  - Tomasz Łubieński, polski prozaik, dramaturg, eseista, tłumacz, taternik, alpinista (ur. 1938)
  - Mirosław Stankiewicz, polski ekonomista, samorządowiec, burmistrz Niemodlina (ur. 1957)
  - Aleksandr Szyrwindt, rosyjski aktor (ur. 1934)
  - Piotr Zagórski, polski geomorfolog, polarnik (ur. 1970)
- 2025:
  - Peter Bichsel, szwajcarski pisarz (ur. 1935)
  - Esten Gjelten, norweski biathlonista (ur. 1943)
  - Wings Hauser, amerykański aktor, reżyser i scenarzysta filmowy (ur. 1947)
  - Andrzej Maciejczak, polski neurochirurg, nauczyciel akademicki, profesor nauk medycznych (ur. 1960)
  - Barbara Skrzypek, polska urzędniczka państwowa, sekretarka (ur. 1959)
  - Slick Watts, amerykański koszykarz (ur. 1951)